# Миронов, Филипп Абрамович
Филипп Абрамович Миронов (1920—1944) — младший лейтенант Рабоче-крестьянской Красной Армии, участник Великой Отечественной войны, Герой Советского Союза (1945).

## Биография
Филипп Миронов родился 5 августа 1920 года в посёлке Ясная Заря (ныне — Промышленновский район Кемеровской области). После окончания восьми классов школы работал в машинно-тракторной станции. В 1940 году Миронов был призван на службу в Рабоче-крестьянскую Красную Армию. С июня 1941 года — на фронтах Великой Отечественной войны. В 1943 году ускоренным курсом окончил танковое училище.
К июню 1944 года гвардии младший лейтенант Филипп Миронов командовал танком 26-го гвардейского отдельного тяжёлого танкового полка 21-й армии Ленинградского фронта. Отличился во время освобождения Ленинградской области. 21 июня 1944 года вместе со своими товарищами по экипажу — Виктором Вагиным, Анатолием Скоробогатовым и Алексеем Харловым — Миронов участвовал в бою за железнодорожную станцию Таммисуо. В разгар боя танк был подбит. Экипаж в течение семи часов сражался с превосходящими силами противника, нанеся ему большие потери. В том бою все четыре танкиста погибли. Миронов похоронен в братской могиле в Выборге.
Указом Президиума Верховного Совета СССР от 24 марта 1945 года за «образцовое выполнение боевых заданий командования на фронте борьбы с немецкими захватчиками и проявленные при этом мужество и героизм» гвардии младший лейтенант Филипп Миронов посмертно был удостоен высокого звания Героя Советского Союза. Также посмертно был награждён орденом Ленина.